# Dramenlexikon des 18. Jahrhunderts

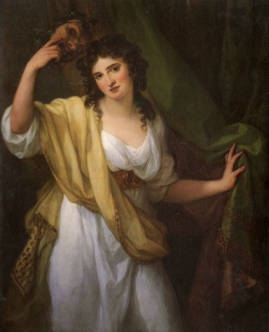
Angelika Kauffmanns Porträt Lady Hamilton als Komische Muse (1791) dient als Umschlagabbildung des Bandes.

Das Dramenlexikon des 18. Jahrhunderts ist ein 2001 bei C. H. Beck erschienenes einbändiges Nachschlagewerk mit Einträgen zu 250 deutschsprachigen Theaterstücken, die von 108 verschiedenen Autoren stammen und zwischen 1700 und 1800 gedruckt wurden. Es wurde von Heide Hollmer (* 1959) und Albert Meier (* 1952) herausgegeben.

## Kriterien
Das Kompendium soll ein Bild vom Dramenreichtum des 18. Jahrhunderts vermitteln, jenseits der Werke noch heute bekannter Autoren wie Gottsched, Lessing, Goethe oder Schiller. Dabei hat die Sammlung – mit Einschränkungen – Kanoncharakter: „Vorrangiges Kriterium der Auswahl ist die Repräsentativität des Werkes: entweder des zeitgenössischen Erfolgs wegen oder als Beleg für ein seinerzeit beliebtes Genre bzw. ein originelles Formexperiment“ (Vorwort, S. 5–6).
Jeder der Lexikontexte gibt auf ein bis zwei Seiten eine Inhaltsangabe sowie Interpretationshinweise und eine Bewertung ab.

## U-Boot
Unter den 250 Einträgen befindet sich auch ein „U-Boot“, ein fingierter Lexikonartikel. Er betrifft einen Dramatiker namens „(Friedwart) Konrad Kasimir Pfaiffenberger“ und seine angebliche Prosakomödie Gottgetreu, oder die verhinderte Unthat von 1787 (vgl. S. 236–237).

## Überblick über alle 250 vorgestellten Dramen
Nach dem Titel stehen gegebenenfalls die Jahre der Uraufführung (UA) und des Erstdrucks (ED):
Anonym (wahrscheinlich Sebastian Joseph Krause)
- Die Rebellion. Ein Vaterländisches Original-Schauspiel in vier Aufzügen, ED 1791

Johann Friedrich Ernst Albrecht
- Masaniello von Neapel. Original-Trauerspiel in fünf Aufzügen, ED 1789

Sophie Albrecht
- Theresgen. Ein Schauspiel mit Gesang, in fünf Aufzügen, ED 1781

Cornelius Hermann von Ayrenhoff
- Aurelius oder Wettstreit der Großmuth. Ein Trauerspiel in fünf Aufzügen, UA 1766, ED 1766
- Die Freundschaft der Weiber nach der letzten Mode. Ein Lustspiel in zween Aufzügen, UA 1782, ED 1782
- Hermanns Tod. Ein Trauerspiel in Versen, UA 1768, ED 1769
- Irene. Ein christliches Trauerspiel in Prosa in drey Aufzügen, UA 1781, ED 1781
- Der Postzug oder die noblen Passionen. Ein Lustspiel in zween Aufzuegen, UA 1769, ED 1769
- Tumelicus, oder der gerächte Hermann. Ein Trauerspiel mit Chören, UA 1774, ED 1774
- Virginia oder Das abgeschaffte Decemvirat. Ein Trauerspiel, UA 1790, ED 1790

Joseph Marius von Babo
- Das Fräulein Wohlerzogen. Ein Lustspiel in drei Aufzügen, ED 1783
- Oda, die Frau von zween Männern. Ein Trauerspiel, UA 1780, ED 1782
- Otto von Wittelsbach, Pfalzgraf in Baiern. Ein vaterländisches Trauerspiel in fünf Aufzügen, UA 1781, ED 1782
- Das Winterquartier in Amerika. Ein Original-Lustspiel in einem Aufzuge, UA 1778, ED 1779

Nathanael Baumgarten
- Der sterbende Socrates. Ein Trauerspiel, UA 1741, ED 1741

Georg Behrmann
- Die Horazier. Ein Trauerspiel, UA 1751, ED 1751
- Timoleon. Der Bürgerfreund. Ein Trauerspiel, UA 1735, ED 1741

Traugott Benjamin Berger
- Galora von Venedig. Ein Trauerspiel in fünf Aufzügen, ED 1778

Friedrich Justin Bertuch
- Elfride. Trauerspiel in drey Aufzügen, UA 1773, ED 1775

Maximilian Blaimhofer
- Die geistliche Braut als weltliche Hochzeiterinn. Ein Lustspiel in fünf Aufzügen, ED 1784, UA 1793

Johann Jakob Bodmer
- Arnold von Brescia in Rom; samt Ueberbleibseln von seiner Geschichte, ED 1776
- Friederich von Tokenburg. Ein Trauerspiel, ED 1761
- Odoardo Galotti, Vater der Emilia. Ein Pendant zu Emilia. In einem Aufzuge, ED 1777
- Timoleon von Korinth. Ein politisches Trauerspiel, ED 1768
- Der Tod des Ersten Menschen, ED 1776

Hinrich Borkenstein
- Der Bookesbeutel. Ein Lustspiel von Drey Aufzügen, UA 1741, ED 1742

Johann Christian Brandes
- Der Graf von Olsbach, oder die Belohnung der Rechtschaffenheit. Ein Lustspiel in fünf Aufzügen, UA 1768, ED 1768
- Rahel, oder Die schöne Jüdinn. Trauerspiel in drey Aufzügen, ED 1790

Joachim Wilhelm von Brawe
- Brutu. Ein Trauerspiel in fünf Aufzügen, ED 1768, UA 1770
- Der Freygeist. Ein Trauerspiel in fünf Aufzügen, ED 1758

Karl Theodor Breithaupt
- Der Renegat. Ein bürgerliches Trauerspiel in fünf Aufzügen, ED 1759

Johann Ludwig Ambühl
- Wilhelm Tell, ein schweizerisches Nationalschauspiel, UA 1792, ED 1792

Ernst Carl Ludwig Ysenburg von Buri
- Die Bastille. Ein Trauerspiel in vier Aufzügen, ED 1790
- Ludwig Capet, oder Der Königsmord. Ein bürgerliches Trauerspiel in vier Aufzügen, ED 1793

Friedrich Karl Kasimir von Creutz
- Seneca. Ein Trauerspiel, ED 1754

Johann Friedrich von Cronegk
- Codrus. Trauerspiel in fünf Aufzügen, ED 1758
- Der Mistrauische. Ein Lustspiel in fünf Aufzügen, ED 1760, UA 1766
- Olint und Sophronia. Fragment, ED 1760, UA 1767

Christoph Friedrich von Derschau
- Pylades und Orestes oder Denckmaal der Freundschafft. Ein Trauerspiel, ED 1747

Johann Jakob Dusch
- Der Bankerot. Ein bürgerliches Trauerspiel, ED 1763

Johann Gottfried Dyck
- Leichtsinn und Verführung, oder Die Folgen der Spielsucht. Ein bürgerliches Trauerspiel in fünf Akten, ED 1784

Gustav Edinhard (= Anton Wilhelm Christian Fink)
- Die Verschwörung der Pazzi zu Florenz. Ein Trauerspiel in fünf Aufzügen, ED 1791

Marianne Ehrmann
- Leichtsinn und gutes Herz, oder Folgen der Erziehung. Originalschauspiel in 4 Aufzügen, ED 1786

Johann Jakob Engel
- Der Edelknabe. Ein Lustspiel für Kinder in einem Aufzuge, ED 1774
- Eid und Pflicht. Ein bürgerliches Trauerspiel in fünf Aufzügen, UA 1798, ED 1803

Isaac Euchel
- Reb Henoch oder Was thut me dermit? Ein Familiengemälde in drei Abtheilungen, ED 1846

Christian Fürchtegott Gellert
- Die Betschwester. Ein Lustspiel in drei Aufzügen, UA 1745, ED 1745
- Das Loos in der Lotterie. Ein Lustspiel in fünf Aufzügen, UA 1747, ED 1747
- Sylvia. Ein Schäferspiel in einem Aufzuge, UA 1745, ED 1745
- Die zärtlichen Schwestern. Ein Lustspiel, UA 1747, ED 1747

Otto Heinrich von Gemmingen-Hornberg
- Die Erbschaft. Ein Schauspiel in drei Aufzügen, ED 1779
- Der teutsche Hausvater oder die Familie, UA 1780, ED 1780

Heinrich Wilhelm von Gerstenberg
- Ugolino. Eine Tragoedie, in fünf Aufzügen, ED 1768, UA 1769

Johann Wilhelm Ludwig Gleim
- Der Blöde Schäfer. Ein Lustspiel, UA 1744, ED 1745
- Philotas. Ein Trauerspiel, ED 1760

Johann Wolfgang von Goethe
- Die Aufgeregten. Politisches Drama in fünf Akten, ED 1817
- Der Bürgergeneral. Ein Lustspiel in einem Aufzuge, UA 1793, ED 1793
- Clavigo. Ein Trauerspiel, UA 1774, ED 1774
- Egmont. Ein Trauerspiel, ED 1788, UA 1791
- Ein Fastnachtsspiel (…) vom Pater Brey, UA 1773, ED 1774
- Elpenor. Ein Schauspiel, ED 1806 bzw. 1892
- Goethes Faust in ursprünglicher Gestalt, ED 1887, UA 1912
- Götter, Helden und Wieland. Eine Farce, ED 1774
- Götz von Berlichingen mit der eisernen Hand. Ein Schauspiel, 1773, UA 1774
- Der Groß-Cophta. Ein Lustspiel in fünf Aufzügen, UA 1791, ED 1792
- Hanswursts Hochzeit oder der Lauf der Welt. Ein mikroskopisches Drama, verfasst 1775, ED 1836
- Iphigenie auf Tauris. Ein Schauspiel, UA 1779 bzw. 1800, ED 1787
- Jahrmarktsfest zu Plundersweilern. Ein Schönbartsspiel, ED 1774 bzw. 1789, UA 1778
- Proserpina. Ein Monodrama, UA 1778, ED 1778
- Satyros oder der vergötterte Waldteufel. Drama, verfasst 1770, ED 1817
- Stella. Ein Schauspiel für Liebende in fünf Akten, UA 1776, ED 1776
- Torquato Tasso. Ein Schauspiel, ED 1790, UA 1807

Friedrich Wilhelm Gotter
- Die Erbschleicher. Ein Lustspiel in fünf Akten, UA 1788, ED 1789
- Mariane. Ein bürgerliches Trauerspiel in drey Aufzügen, UA 1775, ED 1776
- Merope. Ein Trauerspiel in fünf Aufzügen, UA 1773, ED 1774

Johann Christoph Gottsched
- Agis, König zu Sparta. Ein Trauerspiel, ED 1745, UA 1751 (?)
- Atalanta oder Die bezwungene Sprödigkeit. Ein Schäferspiel, in fünf Aufzügen, UA 1741, ED 1741
- Die parisische Bluthochzeit König Heinrichs von Navarra. Ein Trauerspiel, ED 1745, UA 1746
- Sterbender Cato. Ein Trauerspiel, UA 1731, ED 1732

Luise Adelgunde Victorie Gottsched
- Die Hausfranzösinn, oder die Mammsell. Ein deutsches Lustspiel in fünf Aufzügen, UA 1744 (?), ED 1744
- Herr Witzling. Ein deutsches Nachspiel in einem Aufzuge, ED 1745
- Panthea. Ein Trauerspiel, in fünf Aufzügen, UA 1744, ED 1744
- Die Pietisterey im Fischbein-Rocke; Oder die Doctormäßige Frau. In einem Lust-Spiele vorgestellet, ED 1736
- Das Testament. Ein deutsches Lustspiel in fünf Aufzügen, ED 1745, UA 1747 (?)
- Die ungleiche Heirath. Ein deutsches Lustspiel in fünf Aufzügen, ED 1743, UA 1750 (?)

Friedrich Melchior Grimm
- Banise. Ein Trauerspiel, ED 1743, UA 1745

Gustav Friedrich Großmann
- Nicht mehr als sechs Schüsseln. Ein Familien-Gemälde in fünf Aufzügen, UA 1779, ED 1780
- Wilhelmine von Blondheim. Ein Trauerspiel in drei Aufzügen, ED 1775, UA 1778

Johann Gottfried Hagemeister
- Brutus und seine Söhne, ED 1794
- Der Graf aus Deutschland. Ein Lustspiel in fünf Aufzügen, ED 1791
- Der Tod des Pausanias. Ein Trauerspiel, ED 1795

Gerhard Anton von Halem
- Wallenstein. Ein Schauspiel, ED 1786

Aaron Halle-Wolfssohn
- Leichtßin und Frömmelei. Ein Familien Gemählde in drei Aufsügn, ED 1796

Johann Georg Heubel
- Die Begebenheiten des Telemachs auf der Insul der Göttin Calypso in einer Tragödie vorgestellt, ED 1740

Theodor Gottlieb von Hippel d. Ä.
- Der Mann nach der Uhr, oder der ordentliche Mann. Lustspiel in Einem Aufzuge, ED 1765

Salomon Hirzel
- Junius Brutus. Ein Trauerspiel, in fünf Aufzügen, ED 1761

Friedrich Hölderlin
- Der Tod des Empedokles. Fragmente eines Trauerspiels, ED 1826 bzw. 1961, UA 1916

Ludwig Ferdinand Huber
- Das heimliche Gericht. Ein Trauerspiel, UA 1790, ED 1790
- Juliane. Ein Lustspiel in drei Aufzügen, ED 1791

Ludwig Friedrich Hudemann
- Diocletianus der Christenverfolger. Ein Trauerspiel, ED 1751

August Wilhelm Iffland
- Figaro in Deutschland. Ein Lustspiel in fünf Aufzügen, UA 1789 (?), ED 1790
- Die Jäger. Ein ländliches Sittengemälde in fünf Aufzügen, UA 1785, ED 1785
- Die Kokarden. Ein Trauerspiel in fünf Aufzügen, UA 1791 (?), ED 1791
- Verbrechen aus Ehrsucht. Ein ernsthaftes Familiengemählde in fünf Aufzügen, UA 1784, ED 1784

Katharina II., Kaiserin von Russland
- Drey Lustspiele wider Schwärmerey und Aberglauben (Der Betrüger, Der Verblendete, Der sibirische Schaman), UA 1786, ED 1788

Anton von Klein
- Kaiser Rudolf von Habsburg. Ein Trauerspiel in fünf Aufzügen, ED 1787

Ewald Christian von Kleist
- Seneka. Ein Trauerspiel, ED 1758

Ernst August Friedrich Klingemann
- Die Maske. Trauerspiel in 4 Aufzügen, UA 1797, ED 1797

Friedrich Maximilian Klinger
- Damokles. Ein Trauerspiel in fünf Akten, ED 1790
- Elfride. Eine Tragödie, ED 1783
- Das leidende Weib. Ein Trauerspiel, ED 1775
- Die Neue Arria. Ein Schauspiel, ED 1776
- Prinz Seiden-Wurm der Reformator oder die Kron-Kompetenten. Ein moralisches Drama aus dem fünften Theil des Orpheus, ED 1780
- Simsone Grisaldo. Ein Schauspiel in fünf Akten, ED 1776
- Stilpo und seine Kinder. Ein Trauerspiel in fünf Akten, UA 1779, ED 1780
- Sturm und Drang. Ein Schauspiel, ED 1776, UA 1777 (?)
- Die Zwillinge. Ein Trauerspiel in fünf Aufzügen, UA 1776, ED 1776

Friedrich Gottlieb Klopstock
- David. Ein Trauerspiel, ED 1772
- Hermann und die Fürsten. Ein Bardiet für die Schaubühne, ED 1784
- Hermanns Schlacht. Ein Bardiet für die Schaubühne, ED 1769
- Hermanns Tod. Ein Bardiet für die Schaubühne, ED 1787
- Salomo. Ein Trauerspiel, ED 1764
- Der Tod Adams. Ein Trauerspiel, ED 1757, UA 1767

Johann Ulrich von König
- Der Dreßdner Frauen Schlendrian in einem Nachspiel verfertiget, UA 1724/25, ED 1725
- Die verkehrte Welt. Ein Lustspiel von einem Aufzuge, UA 1724/25, ED 1725

August von Kotzebue
- Adelheid von Wulfingen. Ein Denkmal der Barbarey des dreyzehnten Jahrhunderts, ED 1783
- Bruder Moritz, der Sonderling, oder die Colonie für die Pelew-Inseln. Lustspiel in drey Aufzügen, UA 1790, ED 1791
- Die Indianer in England. Lustspiel in drey Aufzügen, UA 1789, ED 1790
- La Peyrouse. Ein Schauspiel in zwei Akten, UA 1796 (?), ED 1798
- Menschenhass und Reue. Schauspiel in fünf Aufzügen, UA 1788, ED 1790

Benjamin Ephraim Krüger
- Mahomed der IV. Ein Trauerspiel, ED 1744, UA 1747
- Vitichab und Dankwart, die Allemannischen Brüder. Ein Trauerspiel, UA 1746, ED 1746

Johann Christian Krüger
- Der blinde Ehemann. Ein Lustspiel von drey Aufzügen, UA 1747, ED 1751
- Die Candidaten, oder: Die Mittel zu einem Amte zu gelangen. Ein Lustspiel in fünf Handlungen, UA 1748, ED 1748
- Die Geistlichen auf dem Lande. Ein Lustspiel in drey Handlungen, ED 1743
- Der Teufel, ein Bärenhäuter. Ein Lustspiel in einer Handlung in Versen, UA 1748, ED 1748

August Lafontaine
- Antonie oder das Klostergelübde. Ein Trauerspiel, ED 1789

Johann Anton Leisewitz
- Julius von Tarent. Ein Trauerspiel, UA 1776, ED 1776

Jakob Michael Reinhold Lenz
- Die Freunde machen den Philosophen. Eine Komödie, ED 1776
- Der Hofmeister oder Vortheile der Privaterziehung. Eine Komödie, ED 1774, UA 1778
- Der neue Menoza. Oder Geschichte des cumbanischen Prinzen Tandi. Eine Komödie, ED 1774, UA 1963
- Pandaemonium germanicum. Eine Skizze, ED 1819
- Die Soldaten. Eine Komödie, ED 1776, UA 1863
- Der verwundete Bräutigam, UA 1766 (?), ED 1845

Gotthold Ephraim Lessing
- Emilia Galotti. Ein Trauerspiel in fünf Aufzügen, UA 1772, ED 1772
- Der Freygeist. Ein Lustspiel in fünf Aufzügen, verfasst 1749, ED 1755, UA 1756
- Die Juden. Ein Lustspiel in einem Aufzuge, verfasst 1749, ED 1754, UA 1766
- Der junge Gelehrte. Ein Lustspiel in drey Aufzügen, verfasst 1748, UA 1748, ED 1754
- Minna von Barnhelm, oder das Soldatenglück. Ein Lustspiel in fünf Aufzügen, verfasst 1763, UA 1767, ED 1767
- Der Misogyne. Ein Lustspiel in einem Aufzuge, verfasst 1748, ED 1755, UA 1768
- Miß Sara Sampson. Ein bürgerliches Trauerspiel, in fünf Aufzügen, UA 1755, ED 1755
- Nathan der Weise. Ein dramatisches Gedicht, in fünf Aufzügen, UA 1779, ED 1779
- Philotas. Ein Trauerspiel, ED 1759, UA 1774
- Samuel Henzi. Ein Trauerspiel, ED 1753
- Der Schatz. Ein Lustspiel in einem Aufzuge, verfasst 1750, ED 1755, UA 1756

Karl Gotthelf Lessing
- Die Mätresse. Ein Lustspiel in fünf Aufzügen, ED 1780, UA 1781

Johann Friedrich Löwen
- Hermes und Nestan, oder das Orakel. Ein prosaisches Trauerspiel in zween Aufzügen, ED 1765
- Das Räthsel, oder Was dem Frauenzimmer am meisten gefällt. Ein Lustspiel in einem Aufzuge, mit einem Divertissement, ED 1766

Christian Leberecht Martini
- Rhynsolt und Sapphira. Ein prosaisches Trauerspiel in drei Handlungen, UA 1755, ED 1755
- Der Vormund, UA 1763, ED 1765

Heinrich Ferdinand Möller
- Der Graf von Walltron, oder die Subordination. Ein Originaltrauerspiel in fünf Aufzügen, UA 1776, ED 1776

Karl Philipp Moritz
- Blunt oder der Gast. Fragment, ED 1780 bzw. 1781, UA 1986

Justus Möser
- Arminius. Ein Trauerspiel, ED 1749, UA 1750 (?)
- Die Tugend auf der Schaubühne; oder: Harlekin’s Heirath. Ein Nachspiel in einem Aufzuge, UA 1765 (?), ED 1798

Friedrich Müller
- Fausts Leben, ED 1778

Karl Müller von Friedberg
- Das gerettete Helvetien oder Orgetorix. Ein Staats-Trauerspiel in fünf Aufzügen, ED 1779

Christlob Mylius
- Die Aerzte. Ein Lustspiel in fünf Aufzügen, ED 1745

Anton Nagel
- Der Bürgeraufruhr in Landshut, ED 1782

Friederike Caroline Neuber
- Das Schäferfest oder die Herbstfreude. Ein deutsches Lustspiel in Versen, UA 1753

Johann Samuel Patzke
- Virginia. Ein Trauerspiel, ED 1755

Joseph Bernhard Pelzel
- Yariko. Ein Trauerspiel in einer Handlung, ED 1770, UA 1771

(Friedwart) Konrad Kasimir Pfaiffenberger
- Gottgetreu, oder die verhinderte Unthat, ED 1787 (ein U-Boot, siehe oben)

Gottlieb Konrad Pfeffel
- Der Einsiedler. Ein Trauerspiel in Versen von einem Aufzuge, ED 1761
- Der Schatz. Ein Schäferspiel, ED 1761

Johann Gottlob Benjamin Pfeil
- Lucie Woodvil. Ein bürgerliches Trauerspiel in fünf Handlungen, UA 1756, ED 1756

Picander (= Christian Friedrich Henrici)
- Die Weiber-Probe oder die Untreue der Ehe-Frauen in einem Schau-Spiele vorgestellet, ED 1725

Friedrich Lebegott Pitschel
- Darius. Ein Trauerspiel in fünf Aufzügen, ED 1741, UA 1751 (?)

Karl Martin Plümicke
- Henriette, oder der Husarenraub. Ein Schauspiel, in fünf Akten, UA 1779, ED 1780
- Lanassa. Trauerspiel in fünf Akten, UA 1781, ED 1782

Theodor Johann Quistorp
- Aurelius, oder Denkmaal der Zärtlichkeit. Ein Trauerspiel, ED 1743, UA 1762
- Der Bock im Processe. Ein Lustspiel von fünf Aufzügen, ED 1744
- Der Hypochondrist. Ein deutsches Lustspiel. In fünf Aufzügen, ED 1745, UA 1747

Karl von Reitzenstein
- Die Negersklaven. Ein Trauerspiel in fünf Aufzügen, ED 1793

Christian Reuter
- Graf Ehrenfried in einem Lust-Spiele vorgestellet, UA 1700, ED 1700

Karl Franz Romanus
- Crispin als Vater, UA 1756, ED 1761

Emanuel Schikaneder
- Hanns Dollinger, oder das heimliche Blutgericht. Ein Schauspiel in 3 Aufzügen, UA 1788, ED 1792
- Philippine Welserinn, die schöne Herzoginn von Tyrol. Ein Schauspiel in fünf Aufzügen, UA 1780, ED 1792

Friedrich Schiller
- Dom Karlos Infant von Spanien, UA 1787, ED 1787
- Ich habe mich rasieren lassen. Ein dramatischer Scherz, UA 1787 (?), ED 1862
- Kabale und Liebe. Ein bürgerliches Trauerspiel in fünf Aufzügen, UA 1784, ED 1784
- Die Räuber. Ein Schauspiel, ED 1781, UA 1782
- Die Verschwörung des Fiesko zu Genua. Ein republikanisches Trauerspiel, UA 1783, ED 1783
- Wallenstein. Ein dramatisches Gedicht, UA 1798–1800 (drei Teile), ED 1800

Johann Friedrich Schink
- Adelstan und Röschen. Ein Trauerspiel mit Gesang, ED 1776
- Gianetta Montaldi. Ein Trauerspiel in fünf Aufzügen, UA 1775, ED 1777

Johann Elias Schlegel
- Canut. Ein Trauerspiel in fünf Aufzügen, UA 1745 (?), ED 1746
- Dido. Ein Trauerspiel, ED 1744
- Der geschäfftige Müßiggänger. Ein Lustspiel, ED 1743
- Herrmann. Ein Trauerspiel, UA vor 1743, ED 1743
- Lucretia. Ein prosaisches Trauerspiel, ED 1773
- Orest und Pylades. Trauerspiel in fünf Aufzügen, UA 1739, ED 1771
- Die stumme Schönheit. Ein Lustspiel in einem Aufzuge, ED 1747, UA 1754
- Der Triumpf der guten Frauen. Ein Lustspiel in fünf Aufzügen, ED 1748
- Die Trojanerinnen. Ein Trauerspiel, UA 1737, ED 1747

Christoph Otto von Schönaich
- Mariamne und Herodes. Ein Trauerspiel, ED 1754
- Thußnelde und Hermann. Ein Trauerspiel, ED 1754

Friedrich Ludwig Schröder
- Der Ring. Ein Lustspiel in fünf Aufzügen, UA 1786 (?), ED 1786
- Der Vetter in Lissabon. Ein bürgerliches Familiengemälde in drei Aufzügen, ED 1786

Johann Gottlieb Schummel
- Das Duell. Ein Lustspiel in Drey Aufzügen, ED 1773, UA 1779

Friedrich Julius Heinrich von Soden
- Ernst, Graf von Gleichen, Gatte zweyer Weiber. Ein Schauspiel in fünf Aufzügen, ED 1791
- Ignez de Castro. Ein Trauerspiel, ED 1784

Joseph Valentin Edler von Speckner
- Darius. Ein Trauerspiel in einem Aufzuge, UA 1774, ED 1775

Christian Heinrich Spieß
- Marie Stuart. Ein Trauerspiel in fünf Aufzügen, UA 1784, ED 1784

Johann Heinrich Steffens
- Clarissa. Ein bürgerliches Trauerspiel, in drei Aufzügen, UA 1765, ED 1765

Charlotte von Stein
- Dido. Ein Trauerspiel in fünf Aufzügen, ED 1867

Johann Gottlieb Stephanie d. J.
- Der Deserteur aus kindlicher Liebe. Ein Lustspiel in drey Aufzügen, UA 1773 (?), ED 1776

Friedrich Leopold zu Stolberg-Stolberg
- Timoleon. Ein Trauerspiel mit Chören, ED 1784

Helfrich Peter Sturz
- Julie. Ein Trauerspiel in fünf Aufzügen, UA 1767, ED 1767

Ludwig Tieck
- Der gestiefelte Kater. Kindermährchen in drei Akten, mit Zwischenspielen, einem Prologe und Epiloge, ED 1797, UA 1844
- Prinz Zerbino oder die Reise nach dem guten Geschmack, gewissermaßen eine Fortsetzung des gestiefelten Katers. Spiel in sechs Aufzügen, ED 1799
- Die verkehrte Welt. Ein historisches Schauspiel in fünf Aufzügen, ED 1799, UA 1975 (?)

Joseph August von Toerring
- Agnes Bernauerinn. Ein vaterländisches Trauerspiel, ED 1780, UA 1781
- Kaspar Der Thöringer. Ein historisches Schauspiel in fünf Aufzügen, ED 1785

Friedrich von der Trenck
- Araxane. Ein erdichtetes Trauerspiel, UA 1754 (?), ED 1754

Adam Gottfried Uhlich
- Der Schlendrian, oder des berühmten Boockesbeutels Tod und Testament. Ein Lustspiel von drey Aufzügen, ED 1746
- Ulysses oder Der für todt gehaltene aber endlich glücklich wieder gefundene Ehe-Gemahl. Ein Trauerspiel, UA ca. 1730, ED 1751

Johann Christoph Unzer
- Die neue Emma. Ein Lustspiel in drei Aufzügen, ED 1782

Christian August Vulpius
- Die Männer der Republik. Ein Lustspiel in zwei Aufzügen, ED 1788

Heinrich Leopold Wagner
- Die Kindermörderinn. Ein Trauerspiel, ED 1776, UA 1777
- Prometheus, Deukalion und seine Recensenten. Voran ein Prologus und zulezt ein Epilogus, ED 1775
- Die Reue nach der That. Ein Schauspiel, ED 1775, UA 1777

Paul Weidmann
- Johann Faust. Ein allegorisches Drama in fünf Aufzügen, UA 1775 oder 1776, ED 1775
- Mosthadem, oder der Fanatismus. Ein deutsches Originaltrauerspiel in Versen von fünf Aufzügen, ED 1772
- Usanquei, oder die Patrioten in Sina. Ein deutsches Originaltrauerspiel in Versen von fünf Aufzügen, ED 1771

Christian Weise
- Ein wunderliches Schau-Spiel vom Niederländischen Bauer, welchem der berühmte Printz Philippus Bonus zu einem galanten Traume geholffen hat, UA 1685, ED 1700

Christian Felix Weiße
- Atreus und Thyest. Ein Trauerspiel in fünf Aufzügen, ED 1766, UA 1767
- Die Befreiung von Theben. Ein Trauerspiel in fünf Aufzügen, ED 1764
- Der Fanatismus, oder: Jean Calas. Ein historisches Schauspiel in fünf Aufzügen, UA 1780, ED 1780
- Mustapha und Zeangir. Ein Trauerspiel in fünf Aufzügen, UA 1763, ED 1763
- Die Poeten nach der Mode. Ein Lustspiel in drey Aufzügen, UA 1751, ED 1756
- Richard der Dritte. Ein Trauerspiel in fünf Aufzügen, UA 1759, ED 1759
- Romeo und Julie. Ein bürgerliches Trauerspiel in fünf Aufzügen, UA 1767, ED 1768
- Rosemunde. Ein Trauerspiel in fünf Aufzügen, ED 1763, UA 1767

Christoph Martin Wieland
- Clementia von Porretta. Ein Drama aus Richardsons Geschichte Sir Karl Grandisons gezogen, ED 1760
- Lady Johanna Gray. Ein Trauer-Spiel, UA 1758, ED 1758
- Pandora. Ein Lustspiel in zwey Aufzügen, ED 1779

Caroline von Wolzogen
- Der leukadische Fels. Ein Schauspiel, ED 1792

Heinrich Zschokke
- Abällino der grosse Bandit. Ein Trauerspiel in fünf Aufzügen, UA 1795, ED 1795
- Charlotte Corday oder die Rebellion von Calvados. Ein republikanisches Trauerspiel in vier Akten, ED 1794

## Ausgabe
- Dramenlexikon des 18. Jahrhunderts. Hrsg. von Heide Hollmer und Albert Meier. Unter Mitarbeit von Lars Korten und Thorsten Kruse. C. H. Beck, München 2001. ISBN 3-406-47451-9 (Datensatz der DNB)